# آیدن انگلیش
آیدن انگلیش (انگلیسی: Matthew Rehwoldt؛ زادهٔ ۷ اکتبر ۱۹۸۷) کشتی‌گیر کشتی حرفه‌ای، و بازیگر تئاتر اهل ایالات متحده آمریکا است.